# Phrynobatrachus francisci
Phrynobatrachus francisci és una espècie de granota que viu a Burkina Faso, Costa d'Ivori, Gàmbia, Ghana, Mali, Nigèria, Senegal i, possiblement també, a Benín, Guinea, Guinea Bissau, Mauritània, Níger, Sierra Leone i Togo.
Està amenaçada d'extinció per la pèrdua del seu hàbitat natural.